# Лейзел, Бланш
Бланш Лейзел (англ. Blanche Lazzell, 10 октября 1878, Мононгейлия — 1 июня 1956, Борн) — американская художница-график, мастер эстампа и дизайнер. Более всего известна своими ксилографиями. Одна из первых американских модернистских художниц, включала в работы элементы кубизма и абстракции.
Родилась в небольшом фермерском городе в Западной Виргинии, дважды путешествовала в Европу, обучалась в Париже у Альбера Глеза, Фернана Леже и Андре Лота. С 1915 года проводила каждое лето в кейп-кодском сообществе художников, и со временем обосновалась в городке Провинстаун, расположенном на дальней оконечности излюбленного в писательской и художнической среде полуострова Кейп-Код. Она была в числе основателей группы «Гравёры Провинстауна» / «Provincetown Printers», члены которой экспериментировали с техниками эстампа в стиле, напоминающем японские гравюры укиё-э.

## Биография

### Ранние годы
Нетти Бланш Лейзел родилась на ферме близ Мэйдсвилля (Мононгейлия), её мать звали Мэри Пруденс Поуп, а отца — Корнеллиус Кархарт Лейзел, он был прямым потомком Реверенда Томаса и Ханны Лейзел, пионеров, поселившихся в Мононгейлии после Войны за независимость. Родители являлись ревностными методистами и посещали Вефильскую методистскую епископальную церковь (англ. Bethel Methodist Episcopal Church). Бланш была девятой из десяти детей, старший брат Руфус дал ей прозвище «Пет», и в семье её так звали на протяжении всей жизни. Она выросла на ферме размером в 200 акров (0,81 км2), посещала однокомнатную школу, где ученики с первый по восьмой класс учились с октября до февраля. Когда Бланш было 12, её мать умерла.
В возрасте 15 лет Лейзел поступила в методистский колледж в Бакхэнноне. Ещё до поступления Бланш стала частично глухой, хотя неизвестно, какова была причина потери слуха. В 1894 году её осмотрел врач из Балтимора, он посчитал причиной нарушения слуха катаральное воспаление.
В 1899 году Лейзел поступила в Университет Южной Каролины. Сразу после выпуска она стала учительницей в школе Ред-оукс в городе Рэмси (ныне Гринуотер). Весной 1900 года она вернулась в Мэйдсвилль, обучая там младшую сестру Бесси.
Лейзел приняли в Университет Западной Виргинии в 1901 году на отделение изящных искусств. За учёбу платил отец, она вела подробные записи расходов, а также подрабатывала раскрашиванием фотографий в фотостудии. Она брала уроки рисунка и истории и Уиллиама Леонарда и училась у Евы Хаббард. В июне 1905 года Лейзел получила диплом. Она продолжила обучение в университете до 1909 года, дважды работая на подмене вместо Хаббард. В этот период Бланш училась гончарному делу, гравировку по золоту и роспись по фарфору.
Лейзел записалась в Художественную студенческую лигу Нью-Йорка в 1908 году, где обучалась у Кеньона Кокса и Уиллиама Чейза. Джорджия О’Киф посещала лигу в то же время, однако не ясно, были ли у неё совместные с Бланш занятия. В 1908 году отец Лейзел умер, и она покинула лигу.

### Путешествия в Европу
3 июля 1912 года Лейзел взошла на борт лайнера SS Ivernia, на котором отбыла в летний тур, организованный Американским клубом путешественников. Тур начался в Англии, путь пролегал через Голландию, Бельгию и Италию — в этих странах Лейзел изучала церковную архитектуру. В августе она покинула тур и отправилась в Париж, где остановилась в пансионе на Левом берегу, в Монпарнасе. Она посещала лекции Флоранс Хейвуд и Роситер Ховард, избегала развлечений и поселилась в хостеле на бульваре Сен-Мишель. В Париже Лейзел посещала уроки в Гранд-Шомьер, Академии Жюлиана, Académie Delécluse, оставшись в Академии Модерна (фр. Académie Moderne), где училась вместе с постимпрессионистом Шарлем Гереном. Там она чувствовала себя наиболее комфортно: академия была связана с авангардом. В феврале 1913 года Бланш начала шестинедельную поездку по Италии, в течение которой с другими четырьмя молодыми женщинами делала наброски. Они возвращались в Париж через Германию, и в Мюнхене Лейзел выпила свою первую кружку пива. В апреле она посетила отоларинголога, который удалил новообразование с задней стенки горла Бланш, что немного улучшило слух. Она продолжила обучение с Гереном, он обратил внимание на склонность художницы к пейзажу. В продолжение пребывания в Париже Лейзел посещала лекции по фламандской живописи, голландскому искусству и итальянское Возрождение в Лувре. Она вернулась в США в конце сентября, выйдя из Лондона на SS Arabic, принадлежащем компании White Star Line.
По возвращении в Моргантаун Лейзел вплотную занялась рисованием и в декабре 1914 организовала персональную выставку, где выставлялись её наброски и картины. Бланш арендовала студию, где преподавала и продавала фарфоровые расписные изделия, на продажи от которых и жила.

### Провинстаун
В Моргантауне Лейзел недоставало впечатлений, и она совершила путешествие в Провинстаун в 1915 году. Там уже был сложившийся городок художников, и туда устремились спасающиеся от Первой мировой войны живописцы. Стелла Джонсон и Джесси Фремонт Херринг, двое компаньонок Бланш из путешествия в Италию, уже жили в Провинстауне, так что Лейзел остановилась в доме матери Джонсон. Бланш брала утренние уроки пленэра у Чарльза Хоторна в Кейп-кодской школе, там она познакомилась с фовизмом. Осенью Лейзел вернулась в Моргантаун и устроила выставку в своей студии в октябре.
Следующим летом она снова отправилась в Провинстаун, где попросила преподавателя Оливера Шэйфа (англ. Oliver Chaffee), научить её технике «белой гравюры» (англ. white-line woodcut), произошедшей от японской техники исидзури-э (яп. 石摺り絵), которую придумал Артур Уэсли Доу. Белая гравюра была взята в использование группой художников, которые провели в Провинстауне прошлую зиму. Белая гравюра отличалась от «исидзури-э» тем, что для неё было достаточно одной доски. Рисунки наносились на доску, а нетронутые тонкие линии отделяли их друг от друга. Лейзел и другие мастера белой гравюры создали объединение «Провинстаунские полиграфисты»; позже они добились признания в стране. Незадолго до нового 1916 года Бланш съездила в Манхэттен, где училась вместе с Гомером Боссом и проводила анализ цвета с Уиллиамом Шумахером. Две её белых гравюры выставлялись на ежегодной выставке Провинстаунской художественной ассоциации 1917 года.
Оригинальность, простота, свобода выражения, и, прежде всего, честность, вместе с чисто обрезанной доской — критерии хорошей гравюры.
Бланш Лезел
Летом 1917 года она проводила время в Бёрдклиффской колонии, поселении художников в Вудстоке в Нью-Йорке. Также она обучалась вместе с Уиллиамом Зорачем и Эндрю Дасбургом. Летом 1918 года Лейзел переехала в Провинстаун, превратив в студию старый рыбацкий дом, смотрящий на Провинстаунскую гавань. Она проводила зимы в Моргантауне и Манхэттене до 1922 года, всегда возвращаясь в Провинстаун летом. Помимо Провинстаунских полиграфистов она была членом Провинстаунской ассоциации искусств и «Парусной мастерской», провинстаунского клуба художниц.
Хотя богемная атмосфера Провинстауна была далека от скромной и отчуждённой натуры Бланш, она нашла там нескольких близких друзей, включая Аду Гилмор, Агнес Уэйнрич и Отто Карла Натса. Она стала близким другом Саймона Смита, бывшего преподавателя английского языка, который ушёл из преподавания и уехал в Провинстаун. Она присутствовала на Дне благодарения в его семье в 1918 году, но, несмотря на романтическую связь, они не поженились.
В 1919 году Лейзел выставлялась в Манхэттене, в Тачстоунской галерее, вместе с Уэйнричем, Мэри Киркап и Флорой Шонфильд. В том же году Провинстаунские полиграфисты выставлялись в Детройтском музее в экспозиции «Цветная ксилогравюра в исполнении американских художников» (англ. Wood Block Prints in Color by American Artists). Среди работ было изображение реки Мононгахила, выполненное Лейзел в студии Шумахера в Бёрдклиффе. Критики и галереи сравнивали провинстаунских гравёров с модернистами, они продолжали выставляться в течение следующих лет на выставках в Чикаго, Лос-Анджелесе, Филадельфии, Балтиморе и Новом Орлеане.
Лейзел превратила свою студию в жилой дом и разместила вокруг здания большие короба с цветами. Вьюнок и мадейра оплели здание до самой крыши, а сад при студии стал достопримечательностью. Бланш проводила чаепития, на которых угощала гостей своими сладостями. В этот период Лейзел изготовляла белые гравюры и монопринты, а также давала уроки ксилогравюры.

### Возвращение в Европу
Лейзел вернулась в Европу в 1923 году вместе с Таннахилл и Кэше (англ. Kaesche), отправившись в тур по Италии, и провела два месяца в Кассисе, а затем остановилась в Париже в конце лета. Подруга Флора Шёнфильд уговорила Бланш покрасить волосы, чтобы походить на других женщин их круга.
В Париже Лейзел училась кубизму и абстрактному искусству у Глеза, Лота, Леже. Работы Лейзел в 1923 году выставляли в Осеннем салоне и Американском женском клубе
Она вернулась в Моргантаун в августе 1924 года после того, как её сестра Бесси родила сына

### Последние годы
Лейзел привязалась к племяннице, Фрэнсис Рид, для которой стала учителем и образцом поведения. Шесть лет Бланш работала в комитете, выбиравшем работы для Ежегодной выставки модерна (англ. Annual Modern Exhibition). А 1926 году она вернулась в Провинстаун и на месте старой студии построила новое здание, так как старый дом был слишком холодным для зимы. Она участвовала в представлении «50 гравюр года» (англ. Fifty Prints of the Year), передав туда работы «Фиолетовая ваза» (англ. The Violet Jug) и «Деревья» (англ. Trees). Особенно сильно на неё сильно повлиял Глез, и она создала несколько абстрактных работ в стиле абстрактного кубизма, основанных на принципе золотого сечения, в том числе «Картина VIII» (англ. Painting VIII).
Лейзел была членом международной группы художников Société Anonyme и в 1928 году стала наставницей художницы Катерины Дрейер по просьбе совета директоров группы. Позже Бланш вступила в Нью-йоркское общество художниц и в Общество независимых художников. Она начала привносить абстрактное искусство в гравюру и к концу десятилетия создала несколько дизайнов настенных ковров. Зимой 1929 года она приехала в Моргантаун и стала давать там уроки. Среди её учениц была Элла Хергерсхаймер.
В 1934 году Лейзел стала одной из двух жителей Западной Виргинии, получивших грант Федерального проекта поддержки искусства через Управление общественных работ (Works Progress Administration). В том же году за 14 недель она создала фреску «Справедливость» в зале заседаний Моргантаунского суда. Лейзел продолжала экспериментировать с гравюрой, и в 1935 году проходила обучение в Провинстауне вместе со знаменитым абстракционистом-импрессионистом Хансом Хофманом. В поздних работах Лейзел видно влияние пространственной теории Гофмана. Бланш долго изучала цветы, и работа 1948 года «Красная и белая петуния» (англ. Red and White Petunia) выиграла первый приз на выставке Американского общества цветного эстампа.
В 1956 году здоровье Лейзел начало ухудшаться, и в конце мая её госпитализировали в Борн с подозрением на скорый инсульт. Первого июня у Бланш действительно случился инсульт, и она умерла. Она похоронена рядом с отцом на кладбище Бетел (англ. Bethel Cemetery) в Мэйдсвилле.

## Стиль
Хотя Лейзел более всего известна своими белыми гравюрами, она также работала с керамикой, вышитыми коврами, живописью, в том числе гуашью. На её картинах обычно изображены пейзажи и гавань Провинстауна, цветы. Она создала множество натюрмортов. Абстрактные работы Бланш сочетали синтетический и аналитический кубизм, часто изображая яркие геометрические фигуры. Она была одной из первых художниц США, работавших в стиле модернизма.
Художественные полотна Лейзел насыщены яркими и утончёнными цветами. Она предпочитала французские акварельные пигменты, которые позволяли получить на доске объёмные изображения. Она обычно работала с вишнёвыми или липовыми досками, снимая с каждой обычно три или четыре оттиска. С 1916 по 1955 год Лейзел создала 138 гравюры.
Хотя она была одним из пионеров белой гравюры и сыграла важную роль в развитии абстрактного искусства в США, её работы некоторое время пребывали в забвении. С увеличением интереса к современному эстампу, особенно белой гравюре, популярность Лейзел стала расти. В 2012 году на аукционе её эстамп «Лодка» (англ. Sail Boat) был продан за 106 200 доллара США.